# Ruspolia
Ruspolia es un género de saltamontes longicornios de la subfamilia Conocephalinae. Se distribuye en África, Asia, Europa, Oceanía y Sudamérica.

## Especies
Las siguientes especies pertenecen al género Ruspolia:
- Ruspolia abrupta (Walker, 1869)
- Ruspolia ampla (Walker, 1869)
- Ruspolia aostae (Karny, 1920)
- Ruspolia baileyi Otte, 1997
- Ruspolia basiguttata (Bolívar, 1906)
- Ruspolia brachixipha (Redtenbacher, 1891)
- Ruspolia breviceps (Walker, 1871)
- Ruspolia consobrina (Walker, 1869)
- Ruspolia differens (Serville, 1838)
- Ruspolia diversa (Walker, 1869)
- Ruspolia dubia (Redtenbacher, 1891)
- Ruspolia egregia (Karny, 1907)
- Ruspolia exigua (Bolívar, 1922)
- Ruspolia flavovirens (Karny, 1907)
- Ruspolia fuscopunctata (Karny, 1907)
- Ruspolia halmaherae (Brunner von Wattenwyl, 1898)
- Ruspolia indica (Redtenbacher, 1891)
- Ruspolia indicator (Walker, 1869)
- Ruspolia insularis (Walker, 1869)
- Ruspolia intacta (Walker, 1869)
- Ruspolia interrupta (Walker, 1869)
- Ruspolia jaegeri (Roy, 1971)
- Ruspolia jezoensis (Matsumura & Shiraki, 1908)
- Ruspolia latiarma Bailey, 1975
- Ruspolia lemairei (Griffini, 1909)
- Ruspolia liangshanensis Lian & Liu, 1992
- Ruspolia lineosa (Walker, 1869)
- Ruspolia macroxipha (Redtenbacher, 1891)
- Ruspolia madagassa (Redtenbacher, 1891)
- Ruspolia marshallae Bailey, 1980
- Ruspolia nitidula (Scopoli, 1786)
- Ruspolia paraplesia (Karny, 1907)
- Ruspolia persimilis (Griffini, 1909)
- Ruspolia praeligata (Bolívar, 1922)
- Ruspolia pulchella (Karny, 1907)
- Ruspolia pygmaea Schulthess, 1898
- Ruspolia ruthae Bailey, 1975
- Ruspolia sarae Bailey, 1975
- Ruspolia subampla Bailey, 1975
- Ruspolia yunnana Lian & Liu, 1992